# Мешково (станция)
Мешко́во (укр. Мішкове) — линейная пассажирская железнодорожная станция Херсонской дирекции Одесской железной дороги на 100-м километре линии Колосовка — Николаев. Расположена между станциями Терновка-Николаевская (15 км) и Николаев (6 км). Расстояние от станции Одесса-Главная — 238 км. Открыта в 1969 году под тем же названием. Останавливаются только пригородные поезда, курсирующие каждую среду, субботу и воскресенье.